# Start All Over Again
Start All Over Again is de vijfde aflevering van het achtste seizoen van de televisieserie ER, die voor het eerst werd uitgezonden op 25 oktober 2001.

## Verhaal
Dr. Lewis is haar eerste werkdag op de SEH begonnen. Zij raakt al meteen in conflict met dr. Weaver over de behandeling van een tiener die een buitenbaarmoederlijke zwangerschap heeft. De tiener weigert te blijven voor een behandeling. Tevens behandelt zij een patiënt die het doet voorkomen alsof hij in een coma verkeert om zo te ontsnappen aan zijn bookmaker.
Dr. Weaver staat op het punt haar biologische moeder te bellen. Ondertussen moet zij een man behandelen die overreden is door zijn dronken dochter.
Dr. Corday wordt verdacht van het verspreiden van een dodelijke infectie en wordt onder toezicht geplaatst.
Dr. Finch krijgt een betere baan aangeboden in een ander ziekenhuis en besluit dit aanbod aan te nemen.
Dr. Benton krijgt het benauwd wanneer blijkt dat zijn zoon Reese nergens te vinden is. Het blijkt dat zijn zus hem van school heeft opgehaald.
Dr. Carter krijgt te horen dat zijn grootmoeder opgenomen is op de SEH na een valpartij.
Lockhart merkt dat er een romantische spanning hangt tussen dr. Carter en dr. Lewis. Dit maakt haar een beetje jaloers.
Het huishouden van dr. Greene en dr. Corday is levendiger geworden na de komst van Rachel.

## Rolverdeling

### Hoofdrollen
- Anthony Edwards - Dr. Mark Greene
- Hallee Hirsh - Rachel Greene
- Noah Wyle - Dr. John Carter
- Frances Sternhagen - Millicent Carter
- Laura Innes - Dr. Kerry Weaver
- Alex Kingston - Dr. Elizabeth Corday
- Paul McCrane - Dr. Robert Romano
- Goran Višnjić - Dr. Luka Kovac
- Sherry Stringfield - Dr. Susan Lewis
- Michael Michele - Dr. Cleo Finch
- Ming-Na - Dr. Jing-Mei Chen
- Eriq La Salle - Dr. Peter Benton
- Matthew Watkins - Reese Benton
- Maura Tierney - verpleegster Abby Lockhart
- Laura Cerón - verpleegster Chuny Marquez
- Yvette Freeman - verpleegster Haleh Adams
- Deezer D - verpleger Malik McGrath
- Gedde Watanabe - verpleger Yosh Takata
- Dinah Lenney - verpleegster Shirley
- Brian Lester - ambulancemedewerker Brian Dumar
- Emily Wagner - ambulancemedewerker Doris Pickman
- Khandi Alexander - Jackie Robbins
- Vondie Curtis-Hall - Roger McGrath
- Demetrius Navarro - Morales
- Troy Evans - Frank Martin

### Gastrollen (selectie)
- Virginia Capers - Mrs. Wilson
- Vernee Watson-Johnson - April Wilson
- Bill Chott - Glen Ashman
- Sam Doumit - Amal
- Alicia Lagano - Tracy
- Emilio Rivera - Emilio Cardazco
- Salli Saffioti - Carmen Turino
- Eddie Shin - student geneeskunde Stanley Mao
- Julius Tennon - Mr. Stegman
- Michael Wiseman - Danny
- Perry Anzilotti - Perry
- Max Kasch - Andrew